# روان‌نژندی انتقال
در روان‌کاوی، به واکنش‌های روان‌نژندانه‌ای که فرایند انتقال، آن‌ها را ایجاد می‌کند اما ناشی از احیا و تجربه مجدد تعارض‌ها و ضربه‌های روانی (Trauma) در دوران کودکی بیمار هستند را روان‌نژندی انتقال (به انگلیسی: Transference neurosis) می‌نامند.
«انتقال» که غالباً به طور ناخودآگاهانه صورت می‌گیرد، عبارت است از یکی پنداشتنِ شخصیتی که بیمار در محیط بلافصل خود می‌شناسد (به ویژه روانکاوِ معالجش) با شخص دیگری که در گذشته می‌شناخته و برایش مهم بوده‌است. «انتقال» فرایندی است که هم در ذهن بیمار می‌تواند رخ دهد و هم در ذهن روانکاو.